# Alex Henning
Alex Henning ist ein mit dem Oscar ausgezeichneter Filmtechniker, der sich auf visuelle Effekte spezialisiert hat.

## Leben
Zu Hennings ersten großen Projekten zählen die Filme Superman Returns, Pirates of the Caribbean – Am Ende der Welt, Der Goldene Kompass, Shutter Island und Alice im Wunderland. Für den Film Hugo Cabret gewann er 2012 den Oscar und wurde für den BAFTA Award nominiert.

## Filmografie (Auswahl)
- 2004: The Day After Tomorrow
- 2004: Sky Captain and the World of Tomorrow
- 2004: Die Nibelungen – Der Fluch des Drachen (Ring of the Nibelungs, Fernsehfilm)
- 2005: Verflucht (Cursed)
- 2005: Sin City
- 2005: Die Abenteuer von Sharkboy und Lavagirl in 3-D (The Adventures of Sharkboy and Lavagirl 3-D)
- 2005: Æon Flux
- 2006: Superman Returns
- 2007: Pirates of the Caribbean – Am Ende der Welt (Pirates of the Caribbean: At World's End)
- 2007: Der Goldene Kompass
- 2008: Shine a Light
- 2008: Speed Racer
- 2008: Die Mumie: Das Grabmal des Drachenkaisers (The Mummy: Tomb of the Dragon Emperor)
- 2009: Public Enemies
- 2010: Shutter Island
- 2010: Alice im Wunderland (Alice in Wonderland)
- 2011: Priest
- 2011: Hugo Cabret (Hugo)

## Auszeichnungen
- 2011: Satellite Award: Auszeichnung in der Kategorie Beste visuelle Effekte für Hugo Cabret
- 2012: BAFTA Award: Nominierung in der Kategorie Beste visuelle Effekte für Hugo Cabret
- 2012: Oscar: Beste visuelle Effekte für Hugo Cabret